# 华映科技
华映科技（集团）股份有限公司 （深交所：000536）是中国深圳证券交易所的一家上市公司，主营业务范围为电子元器件制造业。
2011年，该公司主营业务收入为2182537883.08元，公司净利润为346729158.79元，公司总资产为4552089628.42元。